# Arizonská stezka
Arizonská stezka, v angličtině Arizona National Scenic Trail, je pěší, nemotorizovaná, dálková turistická stezka napříč celou Arizonou. Prochází z jihu, od hranice s Mexikem, na sever, přibližně středem Arizony, na hranice s Utahem. Arizonská stezka náleží od roku 2009 mezi více než třicet Národních turistických stezek na území Spojených států amerických.
Stezka vede pouštěmi, přes hory, kaňony, přírodní divočinou i přes lidská sídla, obce a okolo měst. Skládá se ze 43 částí a má délku 1 290 kilometrů. Prochází přes dva americké národní parky, na jihu Saguaro a na severu Grand Canyon. Arizonská stezka začíná na hranicích s Mexikem, v oblasti Sonorské pouště, v pohoří Huachuca Mountains. V jižní Arizoně prochází Sonorskou pouští, přes pohoří Santa Rita Mountains, Rincon Mountains a Santa Catalina Mountains. V úvodu střední části Arizony překračuje řeku Gila a vede přes kaňony řek Verde a Salt River. V horní části střední Arizony prochází vulkanickým polem v blízkosti města Flagstaff a pohoří San Francisco Peaks. Na severu stezka vede přes plošinu Coconino až k jižnímu okraji Velkého kaňonu, sestupuje do kaňonu k řece Colorado a následně vystupuje na severní okraj Velkého kaňonu a směřuje přes Kaibabskou plošinu k hranici s Utahem.